# Maiko Kanō
Maiko Kanō (jap. 狩野 舞子 Kanō Maiko; ur. 15 lipca 1988 w Mitace) – japońska siatkarka grająca na pozycji przyjmującej.

## Kluby
| Klub                 | Kraj    | Od        | Do        |
| Hisamitsu Springs    | Japonia | 2007–2008 | 2009–2010 |
| Minerva Volley Pawia | Włochy  | 2010–2011 | 2010–2011 |
| Beşiktaş JK          | Turcja  | 2011–2012 | 2012–2013 |
| Hisamitsu Springs    | Japonia | 2012–2013 |           |

## Sukcesy
- 2012 –  Igrzyska Olimpijskie[1]